# Nadškofija Edmonton
Nadškofija Edmonton je rimskokatoliška nadškofija s sedežem v Edmontonu (Alberta, Kanada).

## Geografija
Nadškofija zajame področje 81.151 km² s 1.365.428 prebivalci, od katerih je 341.545 rimokatoličanov (25 % vsega prebivalstva).
Nadškofija se nadalje deli na 140 župnij.

## Škofje
- Emile Joseph Legal (30. november 1912-10. marec 1920)
- Henry Joseph O'Leary (7. september 1920-5. marec 1938)
- John Hugh MacDonald (5. marec 1938-11. avgust 1964)
- Anthony Jordan (11. avgust 1964-2. julij 1973)
- Joseph Neil MacNeil (2. julij 1973-7. junij 1999)
- Thomas Christopher Collins (7. junij 1999-danes)